# Johan de Meester jr.
Johan de Meester jr. (Rotterdam,  24 juni 1897 - Amsterdam, 18 maart 1986) was een Nederlands acteur, decorontwerper, toneeldirecteur en -regisseur. Zijn kenmerken als regisseur waren een primair literaire belangstelling, constructivistische decors, accentuering van het ritme, fysieke prestaties van de spelers en autonomie van de regisseur. Hij was een der belangrijkste Nederlandse toneelleiders tussen 1920 en 1970.
De Meester begon zijn loopbaan in 1918 als toneelspeler, was als speler en regisseur van 1924 tot 1929 werkzaam bij het Vlaamsche Volkstooneel te Brussel en vervolgens in deze en andere functies bij het Residentie Tooneel in Den Haag en de Nederlandse Comedie in Amsterdam. Ook was hij actief als televisieregisseur in Nederland en België en zette hij zich jarenlang in voor het studententoneel. Hij beëindigde zijn actieve loopbaan in het begin van de jaren zestig, maar bleef nog jarenlang incidenteel spelen en regisseren.

## Familie
Johan de Meester jr. was een telg uit een patriciaatsfamilie. Hij was de zoon van letterkundige en journalist Johan de Meester en schilderes en kunstcritica Augustine Hermine Obreen. Schilderes Annie Roland Holst-de Meester was zijn zus. De Meester was een kleinzoon van mr. Gerrit Abraham de Meester, Tweede Kamerlid en oud-burgemeester van Harderwijk, en een neef (oomzegger) van minister-president Theo de Meester.

## Loopbaan
De Meester volgde het Erasmiaans Gymnasium in Rotterdam, waar hij onder andere les kreeg van J.H. Leopold, en studeerde aansluitend aan de Academie voor Beeldende Kunsten. In 1918 werd hij leerling bij Willem Royaards. Hij werkte drie jaar bij diens gezelschap de Koninklijke Vereeniging Het Nederlandsch Tooneel als acteur en decorontwerper. Vervolgens was hij drie jaar verbonden aan de Hagespelers van Eduard Verkade. Zijn regie in 1923 van De Torenbestormer van Herman Teirlinck trok de aandacht van de Vlaamse toneelwereld. Het Vlaamsche Volkstooneel (VVT) zocht hem in 1924 aan als opvolger van regisseur Jan Oscar De Gruyter.

### Vlaamsch Volkstooneel, 1924-1928

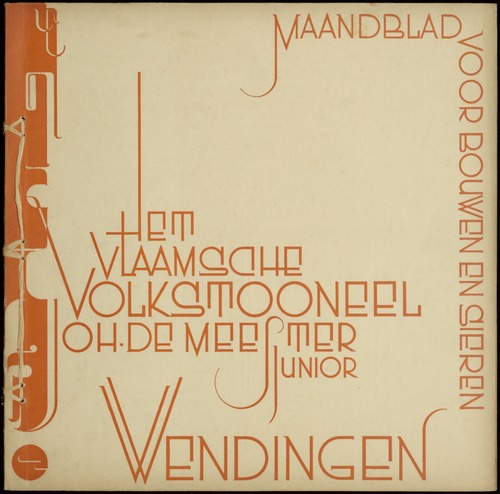
Tijdschrift Wendingen over het Vlaamsch Volkstooneel en De Meester

Zijn eerste voorstelling in Vlaanderen, Mariken van Nieumeghen, werd enthousiast ontvangen, maar de daarop volgende opvoeringen van werken van August Strindberg en Hellmuth Unger hadden veel minder succes. De Meester hield daarna met de keuze van zijn repertoire rekening met de katholieke en Vlaamse identiteit van zijn publiek. Met opvoeringen van De gecroonde Leersse van Michiel de Swaen, Reinaert de Vos bewerkt door Paul de Mont en vooral met Tijl van Anton van de Velde, vond het VVT veel weerklank in Vlaanderen. Ook in Parijs maakte Tijl, in het Nederlands, indruk.
In 1927 trad het Vlaamsche Volkstooneel enkele malen met Vondels Lucifer op in de Comédie des Champs Elysées te Parijs. Voor de modernistische vormgeving waren regisseur De Meester en decorontwerper René Moulaert een samenwerking aangegaan met expressionistische, constructivistische en futuristische kunstenaars. Hoewel ook dit stuk in het Nederlands werd gespeeld, was de enscenering zodanig dat de handeling goed te volgen was voor wie het Nederlands niet machtig was. De Franstalige kritiek begon de naam van De Meester in één adem te noemen met die van vernieuwers als Max Reinhardt, Vsevolod Meyerhold en Alexander Taïroff.

### Verenigd Tooneel, 1928-1931
In 1928 gaf De Meester, na de regie gevoerd te hebben van ruim dertig stukken uit het klassieke en moderne repertoire, gehoor aan de uitnodiging van Eduard Verkade om terug te keren naar Nederland. Bij het Verenigd Tooneel van Verkade en Dirk Verbeek bracht De Meester onder andere  De Storm van Shakespeare in een vertaling van Martinus Nijhoff en met door hem gevraagde muziek van Willem Pijper.

### Periode 1931-1938

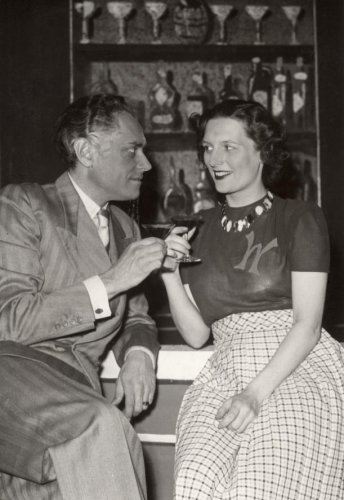
De Meester en Ank van der Moer (blijspel, maart 1943)

In 1931 ging het Verenigd Tooneel failliet en De Meester leidde daarna een wat wisselend bestaan. Hij regisseerde opera's bij de Wagnervereniging, onder meer Halewyn van Pijper, op een libretto van Emmy van Lokhorst gebaseerd op een gedicht van Nijhoff en met decors van Pyke Koch, en regisseerde de eerste musical in Nederland, De Vagebond Koning van Rudolf Friml. In de late jaren dertig werkte hij als scenarioschrijver en decorontwerper voor Tobis Klangfilm in Berlijn, was assistent van Alexander Korda bij de Rembrandt-verfilming in Londen en speelde zelf Higgins in de Nederlandse film Pygmalion van Ludwig Berger. De Meester was ook als regisseur actief op filmgebied met de film Rubber in co-regie met Gerard Rutten, en Veertig jaren samen met Edmond T. Gréville.

### Residentie Tooneel, 1938-1947

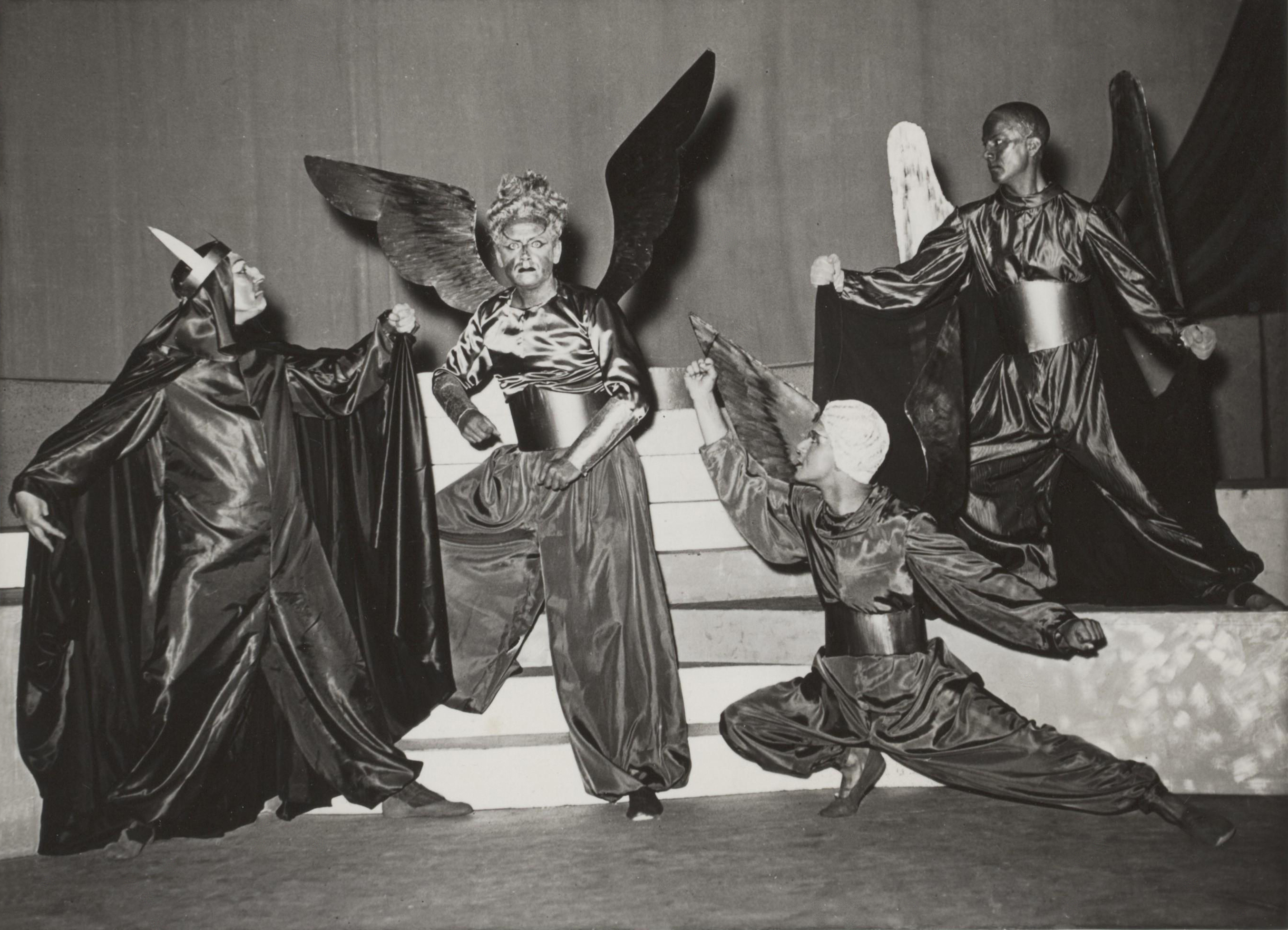
Lucifer (1940), met v.l.n.r. Richard Flink, Johan de Meester (Lucifer), Bob de Lange en Maarten Kapteyn

In 1938 kreeg De Meester de artistieke leiding van het nieuwe Residentie Toneel, dat was opgericht door Dirk Verbeek en Bets Ranucci-Beckman. De Meester was er verantwoordelijk voor de regie en vaak ook voor de keuze van het klassieke repertoire, dat naast het lichtere society-stuk door het Haagse gezelschap werd gebracht. Dat zijn inbreng in het gezelschap groot was, wordt geïllustreerd door zijn aandeel in de voorstelling van Lucifer in 1940, waarin hij tekende voor de regie, de decors en de kostuums, en ook de rol van Lucifer op zich nam.

### Comedia en Nederlandse Comedie, 1947-1962
Na de opheffing van het Residentie Tooneel in 1947 ging De Meester naar Amsterdam om te gaan werken als regisseur en acteur bij Comedia van Cor Hermus. Toen Comedia in 1950 overging in de Nederlandse Comedie kreeg De Meester de leiding van het nieuwe gezelschap, samen met Han Bentz van den Berg en Guus Oster. Ook hier had hij een grote inbreng in de repertoirekeuze, met zowel Nederlandse als buitenlandse toneelschrijvers. Naast werken van klassieke auteurs als Vondel en Shakespeare bracht hij ook stukken van tijdgenoten. Enkele bekende namen zijn Jan de Hartog, Ed Hoornik, Arthur Miller, T.S. Eliot, G.B. Shaw, Tennessee Williams, Max Brod en Eugene O'Neill. De Meester regisseerde de opvoeringen van de Gijsbrecht op nieuwjaarsdag van 1954 tot en met 1961.

### Periode 1962-1975
De Meester verliet de Nederlandse Comedie in 1962. Nog een paar seizoenen vormde hij daarna met Erik Vos de leiding van de Nieuwe Komedie, maar geleidelijk trok hij zich uit het actieve toneelleven terug. 
Wel regisseerde hij nog een aantal opera-uitvoeringen, zoals Der Rosenkavalier in 1965 en Die Zauberflöte in 1968. Ook het studententoneel bleef hij ondersteunen, bijvoorbeeld bij opvoeringen in 1966 van Het loket van Jean Tardieu en Jimmy Walker van Toon Tellegen en Hiel Goslinga. In 1972 was hij gastregisseur bij Zuidelijk Toneel Globe met de opvoering van Trijntje Cornelis van Constantijn Huygens, bewerkt door Pé Hawinkels. Zijn laatste regie deed hij in 1975, samen met Paul Steenbergen. Het werd de opvoering van vijf eenakters van Arthur Schnitzler, waarin De Meester ook een kleine rol vertolkte.

## Toneelprijs
In 1968 kreeg De Meester de Defresneprijs, in het bijzonder voor zijn regie van Elckerlyc uit 1962, geproduceerd door de Stichting Delfesta. De Defresneprijs werd in 1965 ingesteld ter gelegenheid van het twintigjarig bestaan van de Nederlandse Vereniging van Toneelkunstenaars. De prijs bestond uit een sculptuur en een bedrag van 1000 gulden.

## Privé
De Meester trouwde in 1939 met mr. J.Th. van Ham. Zij overleed op 30-jarige leeftijd in 1943. In de periode 1946-1949 was hij getrouwd met Nannette (Netje) Salomonson. Na de scheiding trouwde zij met de schilder Edgar Fernhout en De Meester met de actrice Edy de Boer (1927-1994), die na haar huwelijk, afgezien van twee gastoptredens bij de Nederlandse Comedie, haar carrière opgaf.